# آيت اعلي بوبكر (آيت ولال بطيط الشمالية)
آيت اعلي بوبكر هو دُوَّار يقع بجماعة بطيط، إقليم الحاجب، جهة فاس مكناس في المملكة المغربية. ينتمي الدوّار لمشيخة آيت ولال بطيط الشمالية التي تضم 4 دواوير. يقدر عدد سكانه بـ 1782 نسمة حسب الإحصاء الرسمي للسكان والسكنى لسنة 2004.

## وصلات خارجية
- البوابة الوطنية للجماعات الترابية
- المندوبية السامية للتخطيط